# Пангуна – Анева-Бей
Пангуна — Анева-Бей (Panguna — Anewa Bay) — пульпопровід, що призначався для видачі продукції мідного рудника Пангуна, який з 1972 по 1989 роки діяв на острові Бугенвіль (Папуа Нова Гвінея).
Підготований збагачувальною фабрикою Пангуна мідний концентрат транспортували до узбережжя по пульпопроводу довжиною 27 кілометрів з діаметром 150 мм. Враховуючи розташування копальні в гірській місцевості, на своєму шляху гідротранспортна система спускалась униз на шість сотень метрів. Пропускна здатність пульпопроводу становила 2 тисячі тонн концентрату на добу.
У кінцевій точці маршруту концентрат проходив зневоднення та відвантажувався через належний до копальні портовий термінал Анева-Бей.